# Hanni Ossott
Hanni Ossot est une poétesse vénézuélienne, née à Caracas le 14 février 1946 et morte dans la même ville le 31 décembre 2002.

## Biographie
Elle est née en 1946 à Caracas, de parents allemands,. 
Elle effectue des études supérieures de lettres à l'université centrale du Venezuela de Caracas. De ses années d'étudiante, elle a gardé la conviction que la littérature est une expérience de la vie et non un objet d'analyse.
Puis elle y travaille comme professeure. Elle se voit décerner les Prix Ramos Sucre et Lazo Martí pour ses œuvres littéraires : recueil de poésie, mais aussi des essais,des traductions et des critiques littéraires. Passionnée par les philosophes grecs de l'Antiquité, elle se rend en Grèce en 1979. Elle est également particulièrement intéressée par l'œuvre de Friedrich Nietzsche. Pour une autre poète vénézuelienne, Yolanda Pantin (es), sa poésie, élaborée et parfois hermétique, souvent nostalgique, est construite aussi en réaction aux excès surréalistes, dominants dans les années 1960. C'est une «géographie de l'âme»  puisant dans la mémoire et l'inconscient,.

## Principaux recueils de poésie
- 1976 : Espacios en disolución [Espaces en dissolution]
- 1983 : Hasta que llegue el día y huyan las sombras [Jusqu'à ce que le jour vienne et que les ombres s'enfuient]
- 1986 : El reino donde la noche se abre [Le royaume où la nuit s'ouvre]
- 1986 : Plegarias y penumbras  [Prière et obscurité]
- 1989 : Cielo, tu arco grande [Ciel, ta grande révérence]
- 1992 : Casa de agua y de sombras [Maison d'eau et d'ombres]
- 1993 : El circo roto [Le cirque brisé]

## Principaux essais
- 1979 : Memoria en ausencia de imagen/Memoria del cuerpo [Mémoire en l'absence d'image/Mémoire du corps]
- 1986 : Memoria de una poética [Mémoire d'une poétique]
- 1987 : Imágenes, voces y visiones, ensayos sobre el habla poética [Images, voix et visions, essais sur la parole poétique]
- 2002 : Cómo leer là poesía [Comment lire la poésie]